# Le Voile du bonheur (film 1923)
Le Voile du bonheur è un film muto del 1923 diretto da Édouard-Émile Violet.

## Produzione
Il film fu prodotto dalla Etablissements Louis Aubert.

## Distribuzione
Uscì nelle sale cinematografiche francesi il 21 settembre 1923. Negli Stati Uniti, dove prese il titolo The Veil of Happiness, fu presentato a New York il 30 aprile 1928.